# أغلايا جميلة
أغلايا جميلة (الاسم العلمي:Aglaia speciosa) هي نوع من النباتات يتبع جنس الأغلايا من الفصيلة الأزدرختية.